# SN 1997ad
SN 1997ad – supernowa odkryta 5 marca 1997 roku w galaktyce A082232+0409. W momencie odkrycia miała maksymalną jasność 22,80m.